# Haytham Mrabet
Haytham Mrabet (Sfax, 15 de outubro de 1980) é um futebolista profissional tunisiano que atua como meia.

## Carreira
Haytham Mrabet representou o elenco da Seleção Tunisiana de Futebol no Campeonato Africano das Nações de 2010.